# Dartmouth Time Sharing System
Das Dartmouth Time Sharing System (DTSS) ist ein Betriebssystem für Großrechner. Es wurde 1963/64 am Dartmouth College entwickelt. Die erste Veröffentlichung erfolgte 1964 für die Großrechner-Serie GE-200 von General Electric.